# Reforma de la Constitución Política de Costa Rica

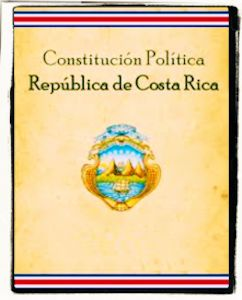
Portada de la actual Constitución Política.

La Constitución de 1949 ha estado en vigencia durante un período bastante considerable y ha sido objeto de numerosas reformas parciales.

## Reformas desde 1949
Entre las reformas más importantes figuran:
- 1954, que permitió aumentar el número de los Magistrados de la Corte Suprema.
- 1957, que asignó al Poder Judicial una suma no menor del 6% del presupuesto nacional.
- 1958, que suprimió la gratuidad de los cargos municipales.
- 1959, que estableció la obligación del Estado de inscribir a los ciudadanos en el Registro Civil y dotarlos de cédula de identidad.
- 1961, que fijaron en cincuenta y siete el número de los Diputados, suprimieron la institución de los Diputados suplentes y establecieron la universalización de los seguros sociales.
- 1968, que dieron a los tratados rango superior a las leyes, prohibieron discriminaciones contrarias a la dignidad humana, suprimieron la independencia de las instituciones autónomas en materia de gobierno y dispusieron que la convocatoria a una Constituyente para la reforma general de la Constitución solamente requiere de la aprobación de dos terceras partes de votos del total de los Diputados.
- 1969, que prohibió en forma absoluta la reelección presidencial.
- 1971, que rebajó a dieciocho años la edad para ser ciudadano.
- 1971 y 1972, relativas a la deuda política.
- 1975, que atribuyeron al Tribunal Supremo de Elecciones el rango e independencia de los Poderes del Estado, suprimieron la prohibición de formar partidos contrarios al sistema democrático, dieron al español carácter de idioma oficial de la República, permitieron al Presidente de la República viajar a otros países centroamericanos o a Panamá sin necesidad de autorización legislativa, fijaron en 12 millas el mar territorial y establecieron una zona de mar patrimonial de 200.
- 1984, que suprimió el precepto de que los aumentos salariales de los Diputados sólo podrían regir hasta después de haber cesado en funciones quienes los aprobaron.
- 1989, que establecieron la jurisdicción constitucional y atribuyeron a una Sala especializada de la Corte Suprema de Justicia el conocimiento y resolución de los vetos interpuestos por razones de inconstitucionalidad, de los conflictos entre los Supremos Poderes y de los recursos de inconstitucionalidad, amparo y habeas corpus.
- 1993, que permitió la existencia de comisiones permanentes con potestad legislativa.
- 1994, que estableció el derecho a un ambiente sano y ecológicamente equilibrado.
- 1995, que declaró que la calidad de costarricense (ciudadanía) no se pierde y es irrenunciable.
- 2003, se suprime la reforma de la constitución de 1969 y se vuelve a adoptar la reelección presidencial.
- 2015, se declara al país multiétnico y pluricultural.[1]

## Nueva Constituyente
Propuestas para que en Costa Rica se convoque a una nueva Asamblea Constituyente que redacte una nueva Constitución Política han estado circulando desde hace varios años. En 2016 el Tribunal Supremo de Elecciones autorizó la recolección de firmas para someter a referéndum el proyecto de ley que convocaría a una Constituyente, aunque el proceso fue frenado definitivamente por la interposición de una recurso de amparo ante la Sala Constitucional que fue declarado con lugar el 17 de julio de 2019, estableciendo que sólo la Asamblea Legislativa de Costa Rica puede convocar a una constituyente mediante acto de ley.
La última vez que hubo un órgano constituyente en el país fue la Asamblea Nacional Constituyente de Costa Rica de 1949. 

### Historia
Durante la administración de Óscar Arias Sánchez, el entonces ministro de la Presidencia, su hermano Rodrigo Arias, declaró públicamente que el gobierno se encontraba interesado en convocar a una nueva Asamblea Constituyente que redactase una nueva Constitución que reforme el Estado brindando lo que calificó como gobernabilidad, para lo cual se requeriría la aprobación de un proyecto de ley que debería tener el respaldo de mayoría calificada en la Asamblea Legislativa (38 diputados) y no requiere firma presidencial, o bien vía referéndum. Arias mencionó al medio La Nación en diciembre de 2008 el interés de convocar a un referéndum para esa finalidad y luego realizar las elecciones de diputados constituyentes.  No obstante al término de la administración Arias, tal proyecto no fue presentado. Otras figuras políticas han manifestado su apoyo a la convocatoria de una nueva Asamblea Constituyente, entre ellos el excandidato liberacionista Antonio Álvarez Desanti, el alcalde de San José Johnny Araya y el exministro, exdiputado y expresidente del Partido Liberación Nacional Francisco Antonio Pacheco. En 2016 se funda el Movimiento Nueva Constitución para Costa Rica por parte de distintas figuras entre ellas los exdiputados liberacionistas Maureem Clarke, Walter Coto y Álex Solís, el exembajador ante Venezuela e historiador Vladimir de la Cruz, el académico Francisco Barahona y la exdiputada libertaria Patricia Pérez.
De la Cruz fue también miembro de la Junta de Notables para la Reforma del Estado convocada por la entonces presidenta Laura Chinchilla y que realizó varias sugerencias para la reforma estatal. Algunos de los cambios sugeridos al cuerpo constitucional incluyen:
- Reelección consecutiva una vez para el presidente.
- Reelección consecutiva indefinida para diputados (carrera parlamentaria).
- Elección de los magistrados de la Corte Suprema de manera independiente y que no sean designados por la Asamblea Legislativa.
- Aumento del número de diputados a 80.
- Potestad del Parlamento de aplicar el voto de censura al Ejecutivo de tal manera que se adelanten las elecciones tanto presidenciales como parlamentarias.

El 16 de febrero de 2016 el Movimiento Nueva Constitución presentó un proyecto para la convocatoria a una nueva Asamblea Constituyente.
Según el texto original la Asamblea estaría conformada por 45 miembros, con igual número de hombres y mujeres, electos por listas cerradas de a razón de 27 nacionales y 18 provinciales para que se instale el 7 de noviembre del 2019 y se extienda por 20 meses y redacten una Constitución que esté fungiendo para el 15 de septiembre de 2021. También solicitaron al Tribunal Supremo de Elecciones la autorización para convocar la iniciativa a referéndum, sin embargo, la resolución del Tribunal fue de rechazar la convocatoria  al encontrar roces constitucionales con la propuesta por tres razones principales:
- Limita el accionar de los constituyentes al establecer que no podrán legislar sobre ciertos aspectos (el proyecto original planteaba que ciertos capítulos de la Constitución quedarían excluidos de la discusión), según criterio del Tribunal el Poder Constituyente es absoluto y no permite límites al accionar de los constituyentes.[13] Solís aseguró que revisarían el texto y lo reformarían acordemente.
- Plantea el permitir candidaturas independientes y apartidarias cosa que la constitución vigente de Costa Rica no permite ya que el texto original planteaba permitir a cooperativas, cámaras empresariales, sindicatos y colegios profesionales postular candidatos así como a ciudadanos sin partido. Según criterio del Tribunal, solo los partidos políticos pueden postular candidatos.[13]
- No contempla el someter el cuerpo constitucional emanado de la Constituyente a referéndum.[13]

Una segunda versión con las objeciones observadas fue presentada posteriormente ante el Tribunal Electoral. Ahora contemplaba 61 diputados, mitad hombres y mujeres, y un plazo de 15 meses para discutir la nueva constitución para que pudiera entrar en vigencia el 15 de septiembre de 2021. En esta ocasión los magistrados aprobaron permitir la recolección de firmas. De acuerdo con la Ley de regulación de referéndum de Costa Rica los promoventes deberían recolectar al menos el 5% de firmas del padrón, es decir, unas 167.000 firmas que por ley deberán recolectar en un plazo de nueve meses. De conseguirse las firmas y tras que el Registro Civil certifique que todas son genuinas, el referéndum se hubiese realizado el primer domingo de julio de 2019.
Sin embargo, la docente e investigadora de la Universidad de Costa Rica Esperanza Tasies interpuso un recurso de amparo contra la resolución del TSE el jueves 16 de febrero de 2017. Entre lo argumentado por Tasies estaba que la disposición del TSE violentaba lo estipulado en la Constitución y en la misma Ley de Regulación del Referéndum por cuanto establece el cuerpo constitucional:

Artículo 105.-
El pueblo también podrá ejercer esta potestad mediante el referéndum, para aprobar o derogar leyes y reformas parciales de la Constitución, cuando lo convoque al menos un cinco por ciento (5%)  de los ciudadanos inscritos en el padrón electoral;  la Asamblea Legislativa,  mediante la aprobación de las dos terceras partes del total de sus miembros, o el Poder Ejecutivo junto con la mayoría absoluta de la totalidad de los miembros de la Asamblea Legislativa. 
El referéndum no procederá si los proyectos son relativos a materia presupuestaria, tributaria,  fiscal,  monetaria,  crediticia,  de pensiones,  seguridad,  aprobación de empréstitos y contratos o actos de naturaleza administrativa.
Artículo 196.- 
La reforma general de esta Constitución, sólo podrá hacerse por una Asamblea Constituyente convocada al efecto. La ley que haga esa convocatoria deberá ser aprobada por votación no menor de los dos tercios del total de los miembros de la Asamblea Legislativa y no requiere sanción del Poder Ejecutivo.

De acuerdo con Tasies, la Constitución actualmente vigente solo permite convocar a reformas parciales de la Constitución haciendo uso del referéndum y no así de una reforma total, que solo puede convocarse por acto legislativo, además argumenta que el proyecto es contradictorio pues si se prohíben los referéndums sobre "presupuestaria, tributaria,  fiscal,  monetaria,  crediticia,  de pensiones,  seguridad,  aprobación de empréstitos y contratos o actos de naturaleza administrativa" la reforma a la Constitución tocaría estos temas. 
La Sala IV de la Corte Suprema de Justicia acogió el recurso ordenando al TSE detener el proceso de recolección de firmas hasta tanto no se resuelva por el fondo. Los organizadores del referéndum cuestionaron la decisión de la Corte. En julio de 2019 el órgano constitucional determinó que la recolección de firmas para un referéndum constituyente es inconstitucional pues la Constitución vigente sólo puede ser reformada parcialmente por referéndum y una asamblea constituyente solo se puede convocar por acto legislativo.

## Tercera República
Tercera República sería el hipotético nombre que tendría en la historiografía política la República de Costa Rica en el caso de convocarse a un proceso constituyente que redacte y apruebe una nueva Constitución Política que sustituya a la actual Constitución Política de 1949 que da por inaugurada la Segunda República de Costa Rica, la que a su vez sustituyó a la Primera República de Costa Rica inaugurada con la Constitución reformada de 1848, asumiendo se preserve el sistema republicano.